# إف ديفيد ماثيوز
فورست ديفيد ماثيوز (بالإنجليزية: F. David Mathews)‏ (ولد في 6 ديسمبر 1935) شغل منصب وزير الصحة والتعليم الرعاية الاجتماعية الأمريكي في الفترة من 1975 إلى 1977، خلال إدارة الرئيس جيرالد فورد. كما شغل منصب رئيس جامعة ألاباما لمدتين غير متتاليتين. وكان الرئيس والمدير التنفيذي لمؤسسة كيترينج منذ الثمانينيات. وهو مؤلف عدة كتب عن الممارسة الديمقراطية والتعليم.

## التعليم
تعلم في جامعة ألاباما، وجامعة كولومبيا.